# Schönermark
Schönermark – gmina w Niemczech w kraju związkowym Brandenburgia, w powiecie Oberhavel, wchodzi w skład związku gmin Amt Gransee und Gemeinden.